# Ehemaliges Gefängnis in Kielce
Das ehemalige Gefängnis in Kielce, dass heute das „Museum der nationalen Erinnerung“ (Miejsce Pamieci Narodowe. Wiezienie kieleckie 1939–1956) beherbergt, war von 1828 bis 1956 eine Haftanstalt für Verbrecher und politische Gefangene.

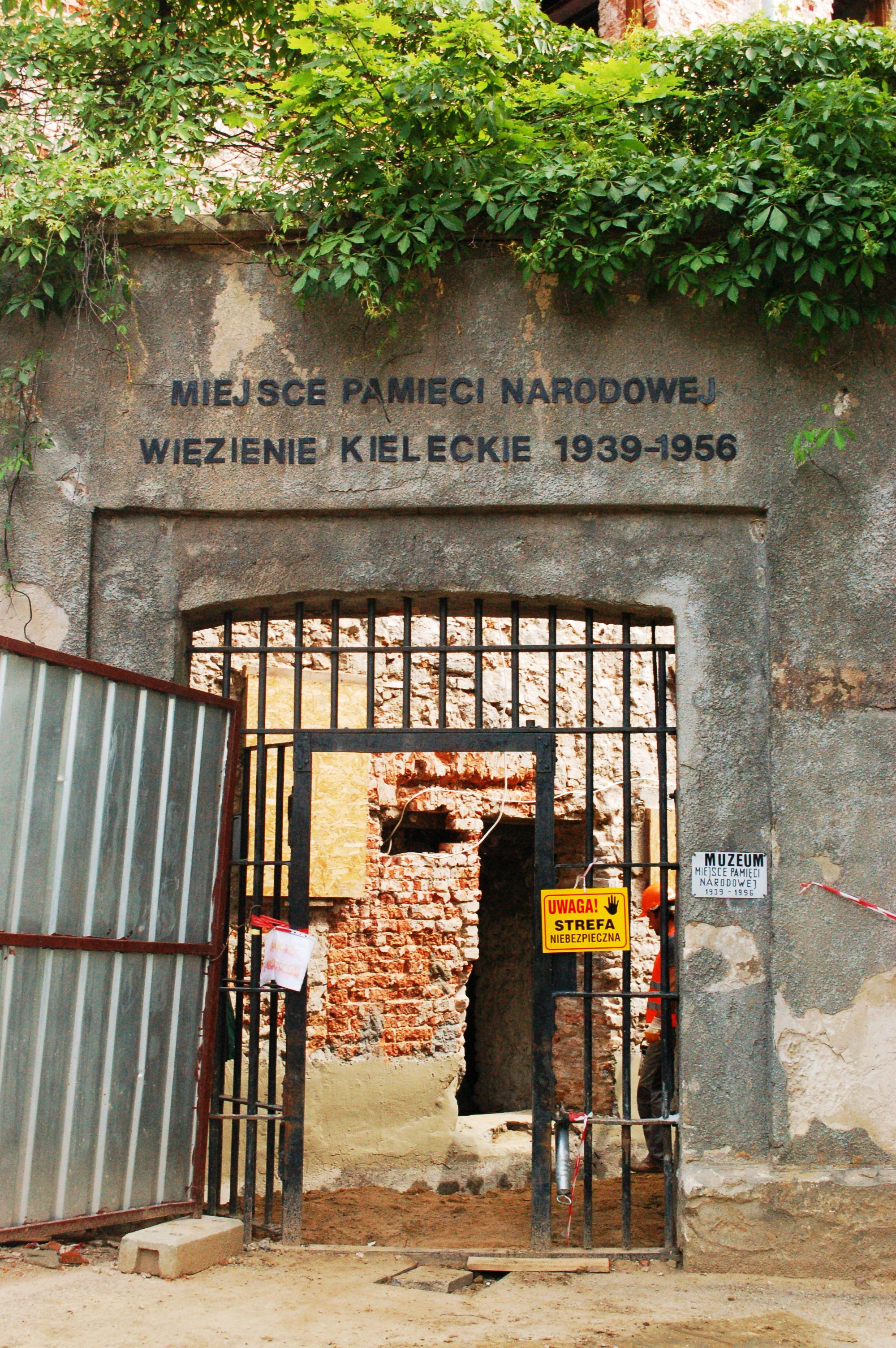
Eingang zum derzeit in Sanierung befindlichen Museum im Gefängnis

Der Gebäudekomplex ist Bestandteil der ehemaligen bischöflichen Residenzanlagen in Kielce. Er liegt an der Zamkowa-Straße zwischen dem ehemaligen Bischofspalast (im Norden) und dem „Park Stanislawa Staszica“ (angrenzend im Süden). Westlich und südlich schließen sich der Zielinski-Palast (Palac T. Zielinskiego) bzw. das Bauernmuseum (Muzeum Wsi Kieleckiej) an. Die Gebäude der Anlage stammen aus dem 18. Jahrhundert und waren ursprünglich Stallungen des Bischofssitzes. Sie wurden in den Jahren 1826 bis 1828 zu einem Gefängnis umgebaut.

## Gefängnis
Die Anlage diente zunächst den russischen Besatzungsbehörden. Unter anderem wurden hier Festgenommene des Januaraufstandes von 1863/64 und der Ereignisse infolge der russischen Arbeiterproteste 1905 untergebracht. Während des Ersten Weltkrieges betrieben österreichische Einheiten das Gefängnis. In den Zwischenkriegsjahren waren hier etwa 400 Gefangene inhaftiert.
Ab September 1939 übernahm die Gestapo den Komplex. In die Zeit der Gestapo-Nutzung fällt die spektakuläre Flucht einer Gruppe von verhafteten Heimatarmee-Angehörigen unter Stanisław Depczyński im November 1942. Ab Januar 1945 übernahm der russische NKWD die Anlage für ein paar Wochen, bis 1956 unterstand es dann dem polnischen Ministerium für Öffentliche Sicherheit (MBP oder UB). In dieser Zeit wurden hier viele politische Aktivisten (zumeist ehemalige Angehörige der Heimatarmee oder der Narodowe Siły Zbrojne (NSZ), die sich antikommunistisch engagiert hatten) inhaftiert. In den Nachkriegsjahren waren in dem Gefängnis bis zu 1000 Menschen eingesperrt. Insgesamt waren in den Jahren 1939–1956 rund 16.000 Menschen inhaftiert. 1970 wurde das Gefängnis zu einer Verwahranstalt umgestaltet, die später verlegt wurde.

## Museum
Das Museum wurde am 5. August 1995 eröffnet, dem 50. Jahrestag der Eroberung des Gefängnisses und Befreiung mehrerer Hundert inhaftierter Soldaten der polnischen Heimatarmee durch Hauptmann Antoni Heda („Unabhängige Brigade Kielce“). Es geht auf eine Initiative der "Gazeta Lokalna" und des „Światowy Związek Żołnierzy Armii Krajowej w Kielcach“ (ŚZŻAK) (Weltverband der Soldaten der Heimatarmee Polens, Kielce) zurück, die 1992 ein entsprechendes Organisationskomitee gegründet hatten und bezieht sich auf die Jahre der politischen Verfolgung von Polen ab Beginn des Zweiten Weltkrieges bis 1956. Bis zum Beginn der Sanierungsarbeiten konnten im Erdgeschoss des Westflügels mehrere Zellen, die Hinrichtungskammer sowie Folterräume besichtigt werden.
2006 wurde beim Fernsehsender TVP ein Dokumentarfilm zum Gefängnis ausgestrahlt. Seit Frühjahr 2010 befindet sich die gesamte Anlage unter Komplettsanierung.

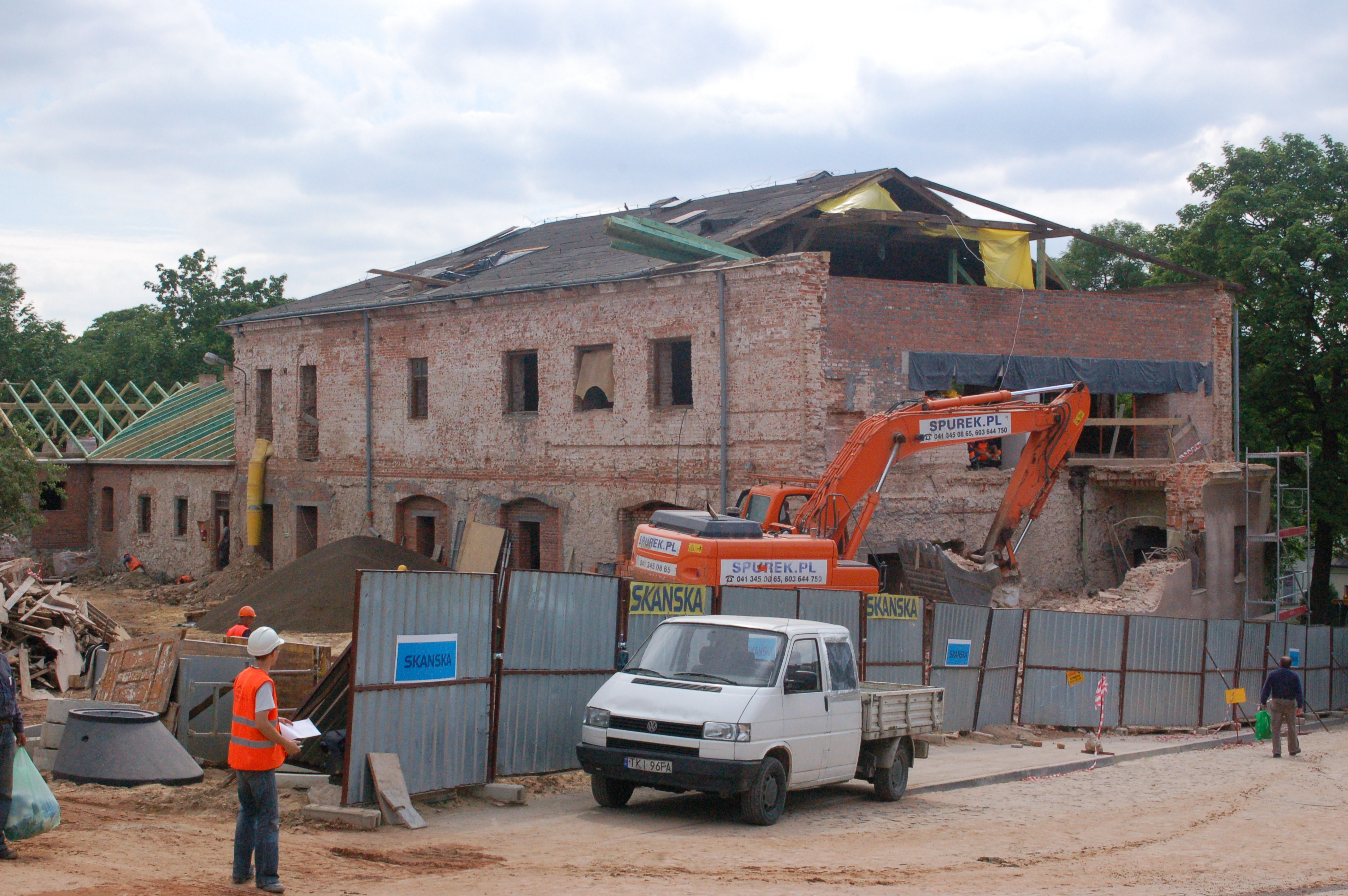
Umfangreiche Bauarbeiten am Sommer 2010
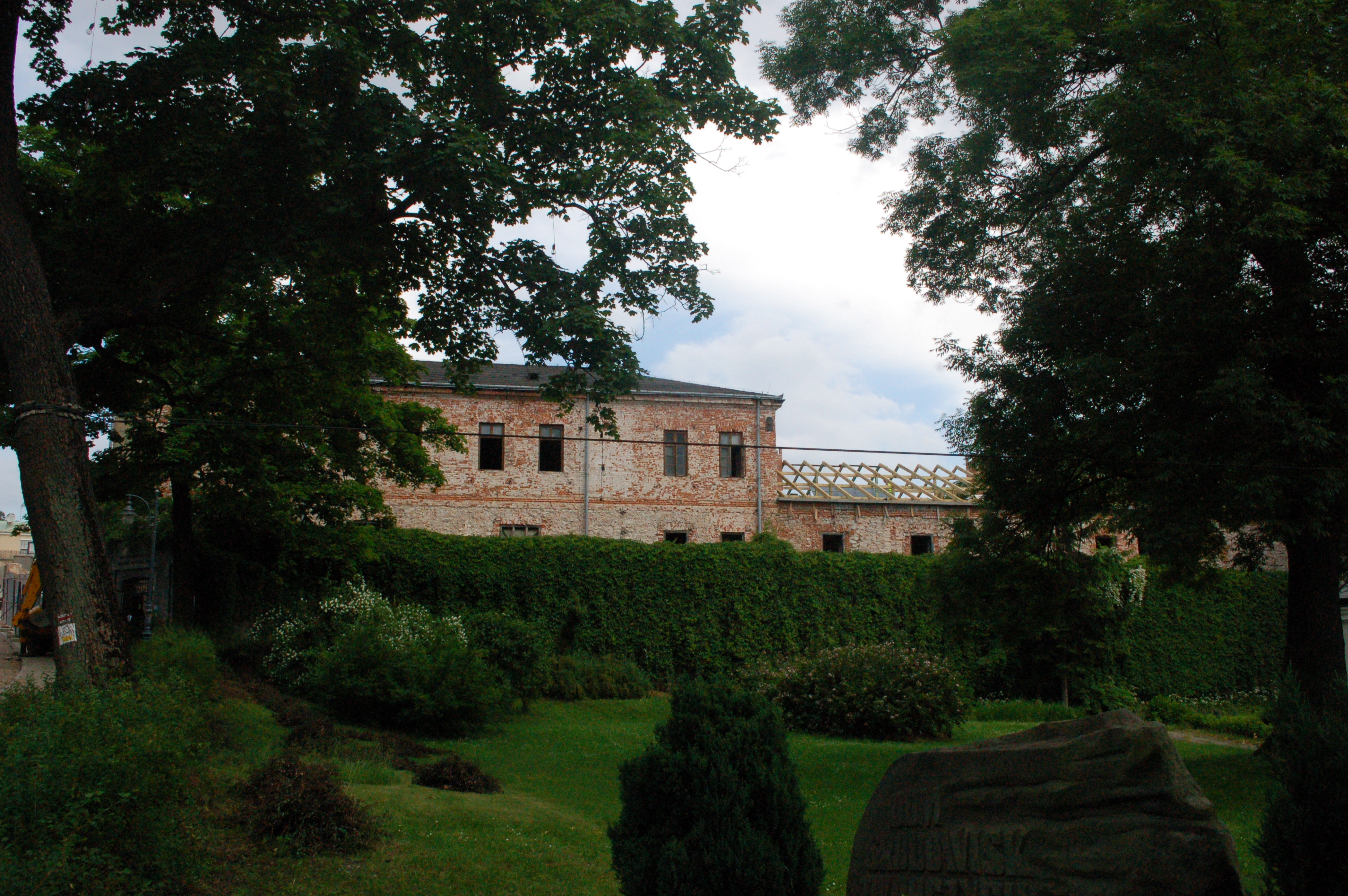
Blick vom Vorgarten des Zielinski-Palastes
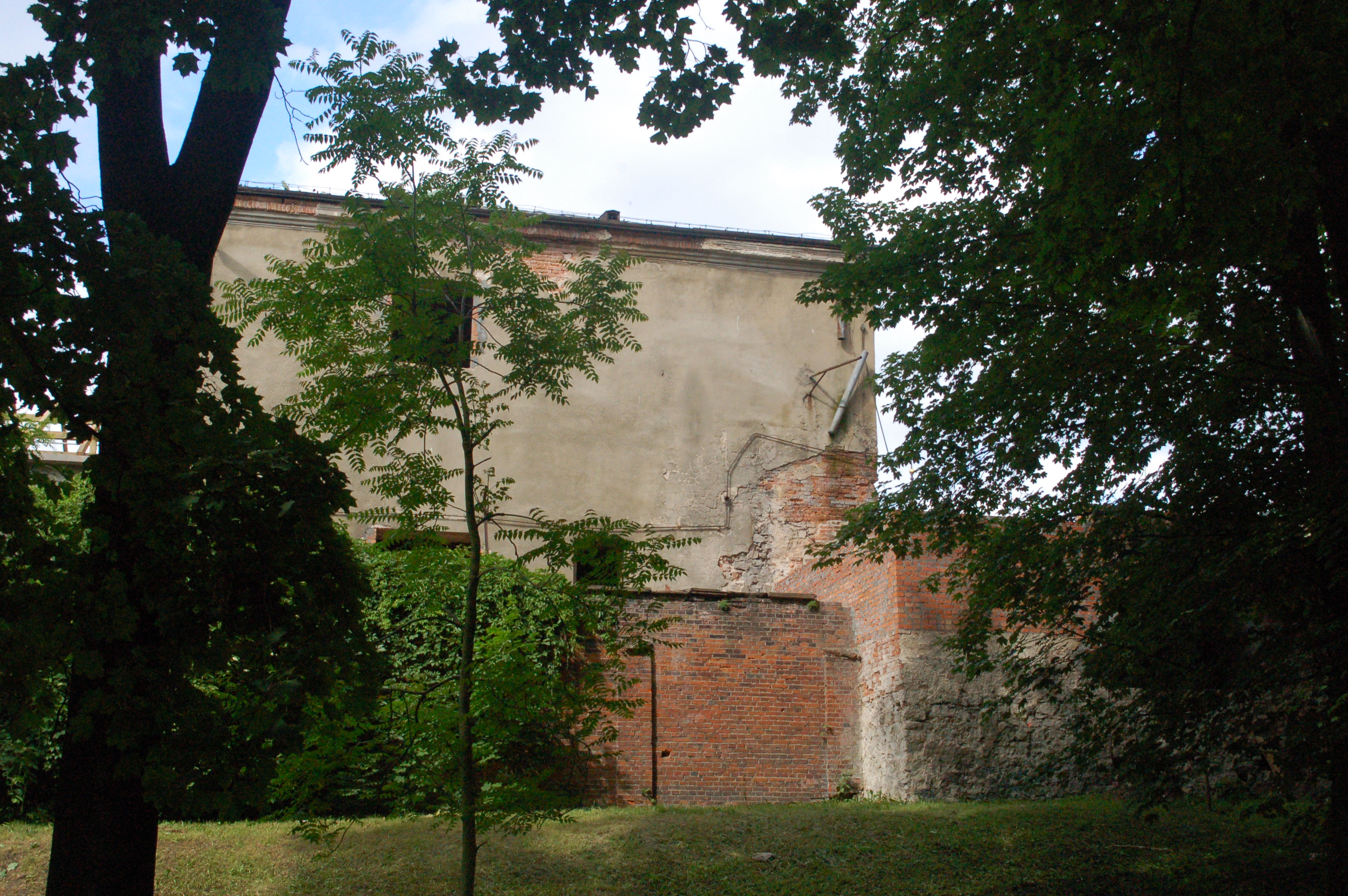
Rückseite des Gefängnisses zum Stadtpark
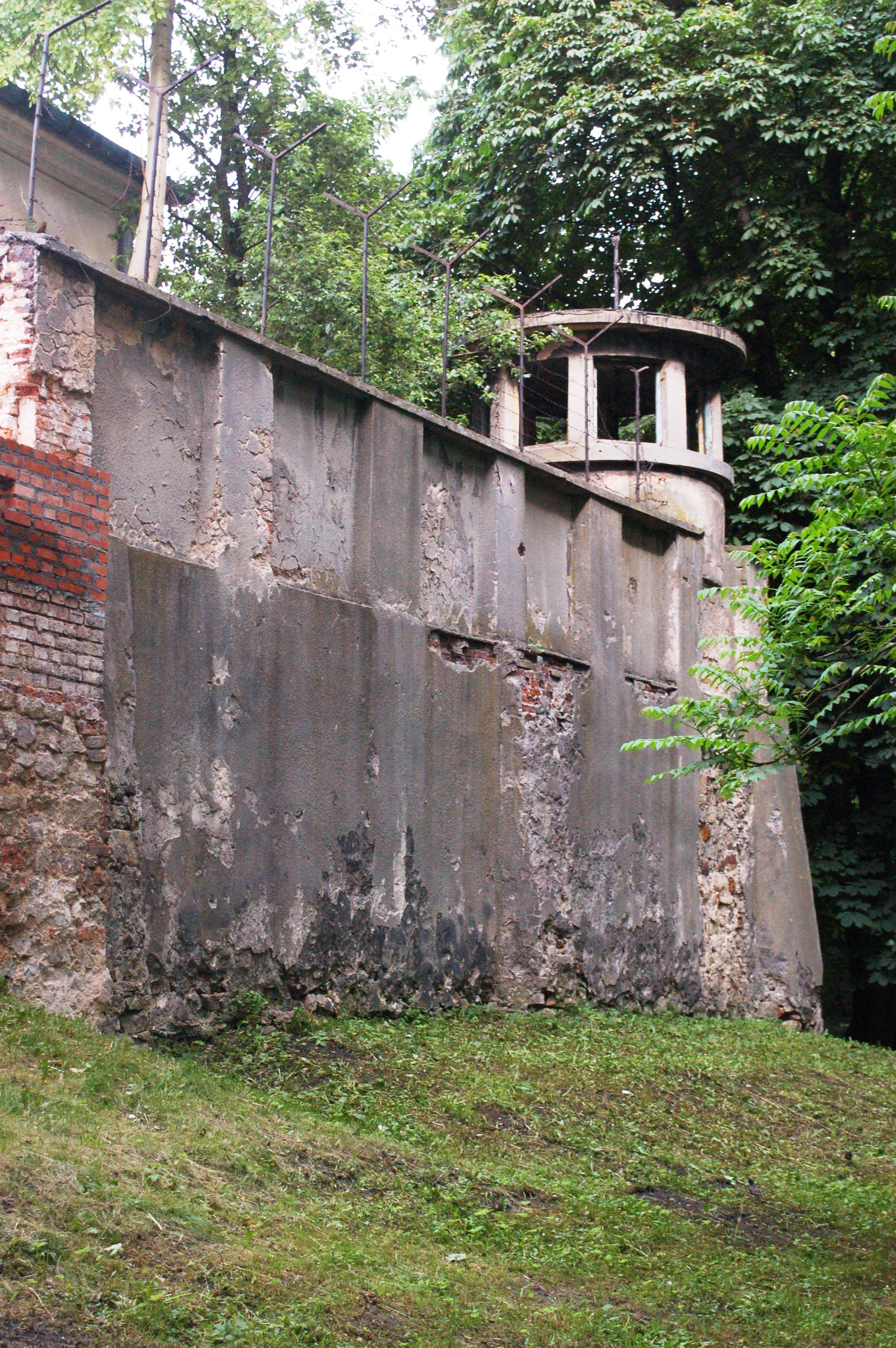
Wachturm an der Südostecke zum Stadtpark